# Grizzana Morandi
Grizzana Morandi – miejscowość i gmina we Włoszech, w regionie Emilia-Romania, w prowincji Bolonia.
Według danych na styczeń 2009 gminę zamieszkiwały 4024 osoby przy gęstości zaludnienia 52,1 os./km².